# Xã Chalk Level, Quận St. Clair, Missouri
Xã Chalk Level (tiếng Anh: Chalk Level Township) là một xã thuộc quận St. Clair, tiểu bang Missouri, Hoa Kỳ. Năm 2010, dân số của xã này là 189 người.